# Tyta obscurosa
Tyta obscurosa là một loài bướm đêm trong họ Noctuidae.